# وارن‌سن‌سوور
ورنس سنت سائوور (به فرانسوی: Varennes-Saint-Sauveur) یک کمون در فرانسه است که در بورگوین واقع شده‌است.

## خصوصیات
ورنس سنت سائوور ۳۰٫۱۶ کیلومترمربع مساحت و ۱٬۱۶۶ نفر جمعیت دارد و ۲۱۳ متر بالاتر از سطح دریا واقع شده‌است.